# Leptotrophon
Leptotrophon là một chi ốc biển, là động vật thân mềm chân bụng sống ở biển thuộc họ Muricidae, họ ốc gai.

## Các loài
Các loài thuộc chi Leptotrophon bao gồm:
- Leptotrophon acerapex (Houart, 1986)[2]
- Leptotrophon alis Houart, 2001[3]
- Leptotrophon atlanticus Pimenta, do Couto & Santos Costa, 2008[4]
- Leptotrophon bernadettae Houart, 1995[5]
- Leptotrophon biocalae Houart, 1995[6]
- Leptotrophon caledonicus Houart, 1995[7]
- Leptotrophon caroae Houart, 1995[8]
- Leptotrophon charcoti Houart, 1995[9]
- Leptotrophon chlidanos Houart, 2001[10]
- Leptotrophon coralensis Houart, 1995[11]
- Leptotrophon coriolis Houart, 1995[12]
- Leptotrophon inaequalis Houart, 1995[13]
- Leptotrophon kastoroae Houart, 1997[14]
- Leptotrophon levii Houart, 1995[15]
- Leptotrophon linearugosus Houart, 1995[16]
- Leptotrophon marshalli Houart, 1995[17]
- Leptotrophon metivieri Houart, 1995[18]
- Leptotrophon minispinosus Houart, 1995[19]
- Leptotrophon musorstomae Houart, 1995[20]
- Leptotrophon perclarus Houart, 2001[21]
- Leptotrophon protocarinatus Houart, 1995[22]
- Leptotrophon richeri Houart, 1995[23]
- Leptotrophon rigidus Houart, 1995[24]
- Leptotrophon spinacutus (Houart, 1986)[25]
- Leptotrophon surprisensis Houart, 1995[26]
- Leptotrophon turritellatus Houart, 1995[27]
- Leptotrophon virginiae Houart, 1995[28]